# رالف براند
رالف براند (بالإنجليزية: Ralph Brand)‏ (8 ديسمبر 1936 بإدنبرة في المملكة المتحدة - ) هو مدرب كرة قدم ولاعب كرة قدم بريطاني في مركز الهجوم. شارك مع منتخب اسكتلندا لكرة القدم. أما مع النوادي، فقد لعب مع ريث روفرز ومانشستر سيتي ونادي رينجرز ونادي سندرلاند وهاميلتون أكاديميكال ورابطة كرة القدم الاسكتلندية الحادية عشر ‏.

## مسيرته الكروية
لعب رالف براند خلال مسيرته الاحترافية مع 6 أندية في ثمانية عشر موسمًا وسجل خلالها 143 هدف ضمن 289 مباراة. حيث فاز في أربعة مواسم بالكأس وفي ستة مواسم بالدوري.
خاض رالف براند مسيرته مع نادي رينجرز في موسم 1954–55 ليلعب معه أحد عشر موسمًا، مشاركًا في 206 مباراة سجل خلالها 127 هدف. ثم انتقل إلى نادي مانشستر سيتي في موسم 1965–66 ولمدة موسمين، حيث شارك في 20 مباراة سجل خلالها هدفين. لينتقل بعدها إلى نادي سندرلاند في موسم 1967–68 ولمدة موسمين، مشاركًا في 33 مباراة سجل خلالها 7 أهداف. ثم انتقل إلى نادي ريث روفرز في موسم 1969–70 لمدة موسم واحد، مشاركًا في 23 مباراة سجل خلالها 5 أهداف. هذا وانتقل لاحقًا إلى نادي ألبيون روفرز في موسم 1970–71 لمدة موسم واحد، لم يشارك في أي مباراة ولم يسجل أي هدف. ثم انتقل بعدها إلى نادي هاميلتون أكاديميكال في موسم 1971–72 لمدة موسم واحد، مشاركًا في 7 مباريات سجل خلالها هدفين.

## وصلات خارجية
- رالف براند على موقع الاتحاد الإسكتلندي (الإنجليزية)
- رالف براند على موقع قاعدة بيانات كرة القدم.إي يو (الإنجليزية)
- رالف براند على موقع ناشيونال فوتبول تيمز (الإنجليزية)
- رالف براند على موقع Soccerbase.com (لاعب) (الإنجليزية)
- رالف براند على موقع عالم كرة القدم.نت (الإنجليزية)